# Kanton Wintzenheim
Wintzenheim is een kanton in het Franse departement Haut-Rhin.
Het kanton maakte deel uit van het arrondissement Colmar totdat dit 1 januari 2015 fuseerde met het arrondissement Ribeauvillé tot het arrondissement Colmar-Ribeauvillé. Op 22 maart van datzelfde jaar werd Niedermorschwihr van het op die dag opgeheven kanton Kaysersberg opgenomen, evenals alle gemeenten van de eveneens opgeheven kantons Munster en Rouffach. De gemeenten van dit laatste kanton bleven deel uitmaken van het arrondissement Thann-Guebwiller, waar ze sinds 1 januari onder vielen, waardoor het kanton Wintzenheim nu onder twee arrondissementen valt.

## Gemeenten
Het kanton Wintzenheim omvat de volgende gemeenten:
- Breitenbach-Haut-Rhin
- Eguisheim
- Eschbach-au-Val
- Griesbach-au-Val
- Gueberschwihr
- Gundolsheim
- Gunsbach
- Hattstatt
- Herrlisheim-près-Colmar
- Hohrod
- Husseren-les-Châteaux
- Luttenbach-près-Munster
- Metzeral
- Mittlach
- Muhlbach-sur-Munster
- Munster
- Niedermorschwihr
- Obermorschwihr
- Osenbach
- Pfaffenheim
- Rouffach
- Sondernach
- Soultzbach-les-Bains
- Soultzeren
- Soultzmatt
- Stosswihr
- Turckheim
- Vœgtlinshoffen
- Walbach
- Wasserbourg
- Westhalten
- Wettolsheim
- Wintzenheim
- Wihr-au-Val
- Zimmerbach